# Mozambique aux Jeux du Commonwealth
Le Mozambique, membre du Commonwealth des Nations depuis 1995, participe aux Jeux du Commonwealth depuis les Jeux de 1998 à Kuala Lumpur. Le pays a obtenu à ce jour six médailles, dont deux en or remportées au 800 mètres par Maria Mutola. Celle-ci détient d'ailleurs le record des Jeux pour cette épreuve : 1:57.35, établi en 2002. Fait notable : toutes les médailles du Mozambique ont été remportées par des femmes. 

## Médailles
Résultats par Jeux :
| Année | Médaille d'or | Médaille d'argent | Médaille de bronze | Total |
| ----- | ------------- | ----------------- | ------------------ | ----- |
| 1998  | 1             | 1                 | 0                  | 2     |
| 2002  | 1             | 0                 | 0                  | 1     |
| 2006  | 0             | 0                 | 1                  | 1     |
| 2010  | 0             | 0                 | 0                  | 0     |
| 2014  | 0             | 1                 | 1                  | 2     |
| Total | 2             | 2                 | 2                  | 6     |

Médaillés :
| Nom                                         | Jeux | Médaille           | Discipline | Épreuves                           | Résultat                                      |
| ------------------------------------------- | ---- | ------------------ | ---------- | ---------------------------------- | --------------------------------------------- |
| Maria Mutola                                | 1998 | Médaille d'or      | Athlétisme | 800 mètres femmes                  | 1 min 57 s 60                                 |
| Maria Mutola                                | 2002 | Médaille d'or      | Athlétisme | 800 mètres femmes                  | 1 min 57 s 35 (record des Jeux)               |
| Argentina Paulino                           | 1998 | Médaille d'argent  | Athlétisme | 800 mètres femmes                  | 1 min 58 s 39                                 |
| Maria Elisa Muchavo (guide : Anelton Tinga) | 2014 | Médaille d'argent  | Athlétisme | 100 mètres T12 femmes (handisport) | 13 s 33                                       |
| Maria Mutola                                | 2006 | Médaille de bronze | Athlétisme | 800 mètres femmes                  | 1 min 58 s 77                                 |
| Maria Machongua                             | 2014 | Médaille de bronze | Boxe       | 60 kg femmes                       | battue par Laishram Devi (IND) en demi-finale |